# OZ Trikes
OZ Trikes is een merk van trikes en zijspannen.
Deze worden gebouwd door OZ Streetbikes and OZ Touring Sidecars, Mordialloc, Victoria. 
Australisch bedrijf dat zich bezighoudt met de bouw van trikes en zijspannen. Daarnaast voert men ook motorfietsen op en er zijn ook aanpassingen voor gehandicapten mogelijk.